# 猊鼻溪

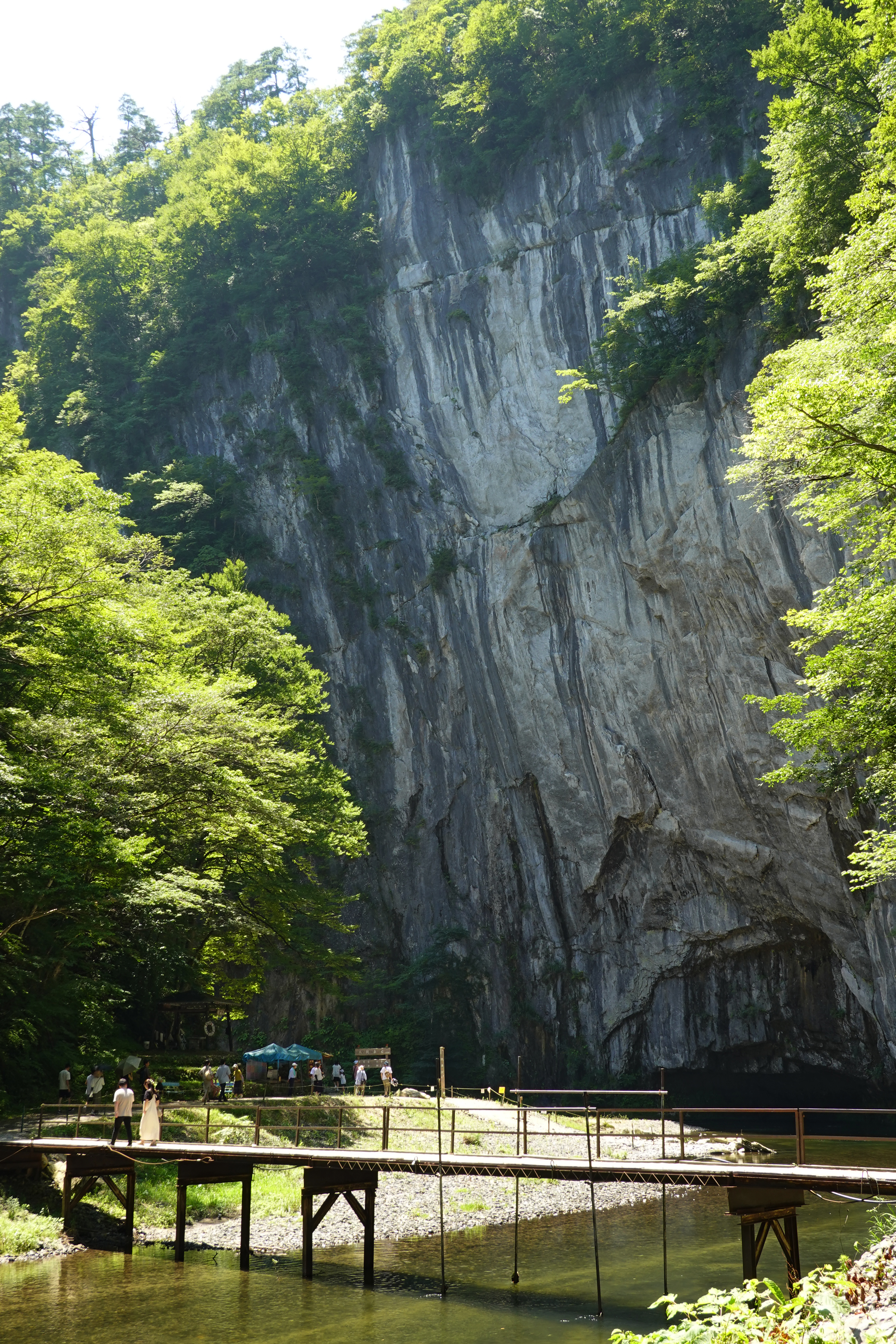
猊鼻溪

猊鼻溪（日语：／）位于日本岩手縣一關市東山町，是北上川支流砂鐵川中遊的溪谷。溪谷長約2 km。溪谷兩岸的峭壁高達50多公尺，最高達100公尺。附近有東日本旅客鐵道（JR東日本）大船渡線的車站猊鼻溪車站。

## 歷史
大正14年（1925年）10月8日，作爲岩手縣第一號「指定名勝」 ，被日本政府指定爲「史迹名勝天然紀念物」（國家級自然、歷史名勝地）， 1927年被選爲“日本百景”之一。並與「嵯峨溪」、「耶馬溪」一起被稱爲「日本的三大溪」。

## 地形、地質
猊鼻溪谷（北緯38°59.1'，東經141° 15.5'）形成的地質年代爲，古生代的後期的二疊紀（距今2.9～2.5億年），屬河流不斷侵蝕上升的地面而形成的「先行谷」。溪谷內水位高度爲海拔30M。溪谷的兩岸分別有「藤岩」「壯夫岩」「錦壁岩」「明鏡岩」「少婦岩」「獅子鼻」「仙帶岩」「大猊鼻岩」等石灰岩峭壁。在溪谷的右岸有「小飛泉」「大飛泉」。 在溪谷的右岸有6個鍾乳石洞窟，其中較大的是「毘沙門洞窟」。 在右岸中遊附近有一細流（古桃溪）彙入。 

## 名稱的由來
猊鼻溪，是由觀光事業的開拓者佐藤猊巌和當地的有識之士，在明治43年（1910年）命名的。由于在溪谷上遊攬勝丘（溪流泛舟的折返點）的對岸岩壁之上，有一突出的大鍾乳石，其形狀與獅子（猊，古語獅子之意 ）的鼻子很像，因此稱其爲猊鼻溪。 

## 密境溪谷
在日本明治時代（1868–1912）以前，幾乎很少有人知道地處偏僻山區的猊鼻溪。據說，當時一些本地人也對該溪的存在不甚了解。其原因是怕地方官吏頻繁前來遊玩，而增加人們的稅賦、徭役。因此在上報「藩府」的「風土記」以及「彩繪地圖」裏都沒有記載。20世紀初，佐藤猊巌以詩文向世人介紹猊鼻溪之美。在先人的努力下，現在猊鼻溪已廣爲日人知，人們喻爲「東部耶馬溪」。 

## 猊鼻溪景觀

### 龍門瀑布
是寬30多公尺，高約3米的堰堤瀑布。由于猊鼻溪的流向彎曲呈龍狀，而且該瀑布位于猊鼻溪的入口故得此名。秋季大量從太平洋回遊而來的鲑魚集聚與此，爭先躍過瀑布遊入溪谷。鲑魚在瀑布前跳躍的情景與「鯉魚跳龍門」頗爲相似，因而在每年5月「男孩節」的前後，這裏都挂有很多「鯉魚旗」，以祈求孩子將來成龍成鳳。

### 鏡明岩
朝陽照射水面，閃爍的波光反射在岩壁上，那平平的岩壁宛如一面鏡子。

### 藤岩
5月下旬是賞藤花的好季節。届时，紫藤花争芳斗艳，将岩壁染成鲜艳的紫色。  而其幽香亦甚是迷人。给人以高雅名贵之感。

### 淩雲岩
在霧霭籠罩猊鼻溪時，該岩仿佛淩雲而出，格外壯麗。    

### 毘沙門窟
是寬5m、內長30m的鍾乳洞。這裏也是蝙蝠棲息之處。在洞窟裏供奉著「毘沙門天像」。

### 古桃溪
在猊鼻溪中遊的地方，在岩壁間有一小溪流，名曰「古桃溪」（源于“桃花源記”）， 遠遠望去仿佛是一幅山水畫。每逢雨後，這裏就變成了飛流的瀑布，涼風習習清爽宜人。

### 壯夫岩
高90公尺，夫婦岩中的「夫」。雄偉健壯，豪氣沖天。

### 少婦岩
岩石呈現出女性側面的形狀，夫婦岩中的「婦」。夫婦隔水相望，互訴相思之情。

### 錦壁岩
紅葉・新綠時，這裏呈現出多姿的彩色。宛如一幅長卷山水畫。

### 獅子鼻
由于其形狀與獅子的鼻子很相似，所以稱其爲獅子鼻岩，猊鼻溪的名字也由此而來。

### 仙帶岩
在大猊鼻岩的上部，可看到帶狀岩石，仿佛是仙人的裙帶被風吹起。　

### 大猊鼻岩
高124米的巨大的岩石切面展現在眼前。令人歎爲觀止。

### 潛龍潭
潭水頗深，溪中的多種魚類在此越冬。相傳鯉魚跳躍「龍門瀑布」之後變成龍。幼龍溯流上潛入此潭，待機「出世」。

## 猊鼻溪泛舟

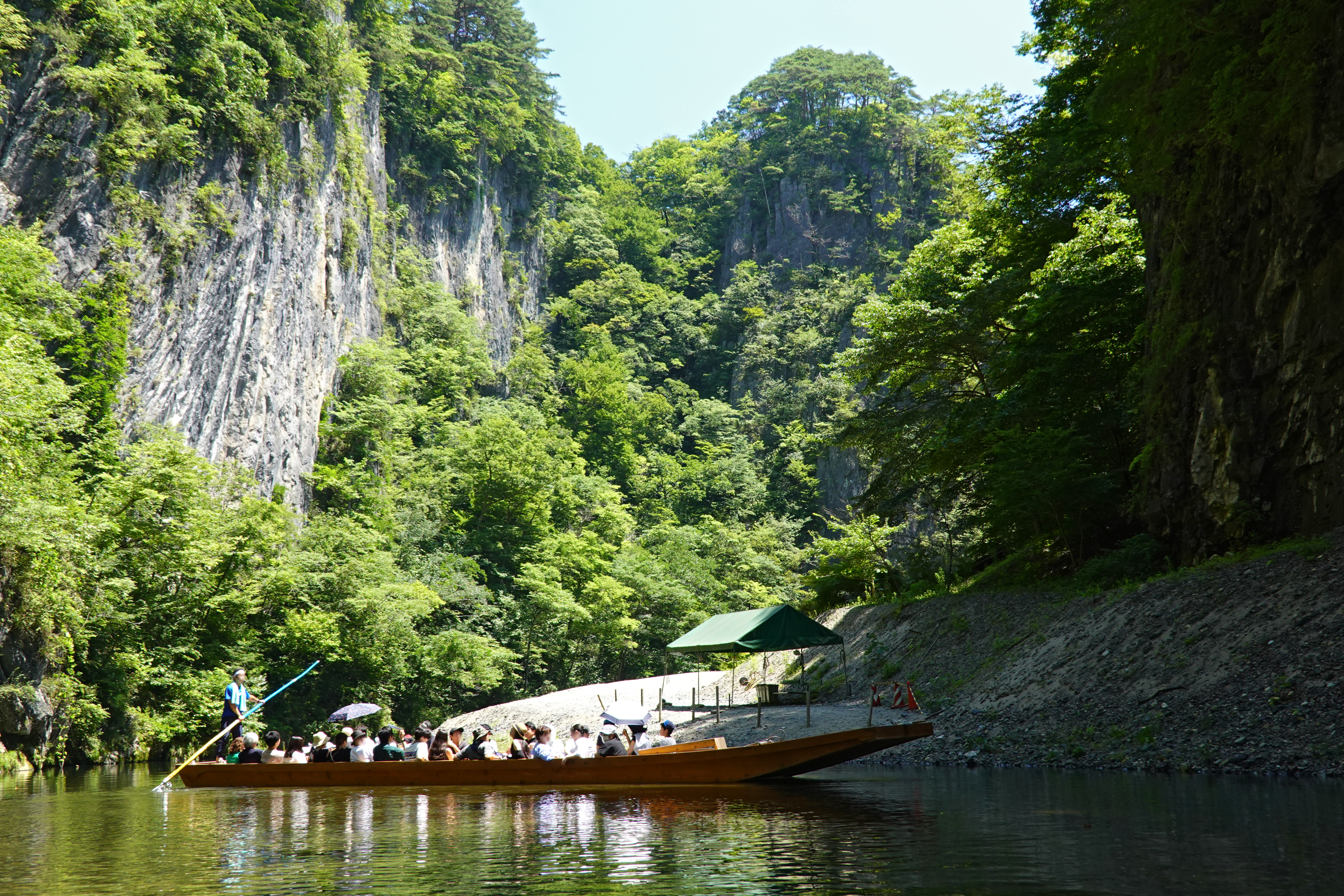
猊鼻溪泛舟

船夫憑借一根木篙，輕松自如地泛舟于長約2公裏的猊鼻溪上。遊人坐在木舟內一邊欣賞溪谷兩岸峭壁的奇景，一邊聽船夫吟唱的猊鼻追分（船夫曲）。船夫曲在溪谷中回蕩,令人陶醉。春季的紫藤花，夏季的晨霧，秋季的紅葉，冬季的白雪是該溪具有代表性的景觀。 猊鼻溪泛舟，是以人力爲動力的，其往返時間大約需90分鍾。在日本這種人力往返溪流泛舟是獨一無二的。